# Война Ифни
Война Ифни (в Испании известна как Забытая война — исп. Guerra Olvidada) — боевые действия в 1957—1958 годах, проходившие между испанской армией и марокканскими партизанами в Южном Марокко, в то время являвшемся испанской колонией.

## Причины
Прибрежный город Сиди-Ифни с 1860 года находился в составе Испанской колониальной империи. В дальнейшем под контроль Испании перешёл ряд территорий южнее города. В 1946 году все эти территории были преобразованы в Испанскую Западную Африку.
После получения независимости в 1956 году Марокко стала претендовать на соседние испанские территории, утверждая, что они исторически и географически являются частью Марокко. 

## Ход конфликта
10 апреля 1957 года в Ифни начались антииспанские выступления, инспирированные Марокко. Для их подавления Франсиско Франко отправил в Африку подразделения Испанского легиона. В ответ на это 23 октября 1500 марокканских солдат заняли две деревни на окраине Сиди-Ифни - Гюльмен и Бу-Изарген.

### Штурм Ифни
Боевые действия начались в ноябре. 21 ноября испанское командование получило информацию, что марокканцы готовят нападение на Ифни из района Тафраута. Два дня спустя испанские линии связи были перерезаны, и 2000 марокканских солдат пошли на штурм Ифни и складов оружия вокруг города. Штурм был отбит гарнизоном, но два испанских аванпоста были брошены после атак марокканцев, а сам город оказался в осаде.

### Тилуин
У Тилуина 60 ополченцев под командованием испанских офицеров сдерживали атаки нескольких сотен марокканцев. 25 ноября попытка прорыва провалилась. Чтобы вывести отряд из окружения, испанцы привлекли пять бомбардировщиков CASA 2.111 и высадили десант из 75 парашютистов. 3 декабря солдаты 6-го батальона Испанского легиона смогли прорвать осаду Тилуина и отвоевать аэродром. Все военные и гражданские сотрудники были затем эвакуированы по суше в Сиди-Ифни.

### Осада Сиди-Ифни
Боевые действия велись небольшими пехотными подразделениями и почти без применения техники, хотя испанцы использовали авиацию. После провала штурма Ифни марокканцы взяли город в осаду и начали расширять плацдармы в окрестностях города. В течение двух недель марокканцы и их племенные союзники утверждали контроль над большей частью Ифни, изолируя испанские подразделения от столицы региона. Одновременно они проводили атаки со стороны Испанской Сахары, нападая на гарнизоны и устраивая засады на конвои и патрули.
Марокканские подразделения рассчитывали вызвать в Сиди-Ифни народное восстание, но недооценили силу испанских укреплений. Снабжаемый с моря ВМС Испании и изрытый километрами траншей Сиди-Ифни к 9 декабря имел 7500 защитников и выглядел неприступным. Осада, продлившаяся до июня 1958 года, стала относительно бескровной, так как Испания и Марокко сосредоточили свои основные силы на театре боевых действий в Сахаре.

### Бой при Эчере
Наиболее известным событием войны стал бой при Эчере. В январе 1958 года Марокко удвоила численность своих войск в районе Ифни, реорганизовав все армейские подразделения на испанской территории в «Марокканскую освободительную армию» (МОА).
12 января подразделения МОА напали на испанский гарнизон в Эль-Аюне. Атака не удалась, и марокканцы были вынуждены отступить на юго-восток. Здесь они на следующий день в районе Эчеры натолкнулись на две роты 13-го батальона Испанского легиона, которые вели разведывательную миссию. Находясь в меньшинстве, испанцы стойко встретили огонь марокканцев и вынудили их отступить с тяжёлыми потерями. Стычки продолжались до темноты, и к вечеру марокканцы, рассеянные по окрестностям, оставили позиции и беспорядочно отступили.

### Завершение кампании
В феврале 1958 года испанские силы при поддержке Франции начали успешное наступление против марокканцев. Испанцы и французы направили в регион объединенный воздушный флот из 150 самолетов, а также 9000 испанских солдат и 5000 французских. Марокканские горные лагеря в Тан-Тан были разбомблены, МОА потеряла 150 бойцов. 10 февраля три испанских батальона, организованных в моторизованные группы, рассеяли марокканцев у Эчеры и прорвались до Тафурдата и Смары.
Испанская армия в районе Эль-Аюн при поддержке французов ударила по позициям марокканцев 21 февраля, разрушив их укрепления между Бир-Назараном и Аузертом.

## Последствия
Боевые действия были завершены после подписания испано-марокканского соглашения в Ангра-де-Синтра в апреле 1958 года. Испания уступала Марокко территорию Мыса Хуби, сохранив за собой Сиди-Ифни (до 1969 года) и Западную Сахару (до 1975 года). При этом, большая часть Сектора Ифни осталась под контролем Марокко (испанцы с 1957 года де-факто контролировали лишь сам город), хотя Испания продолжала официально считать всю территорию Сектора Ифни принадлежащей ей ещё 11 лет.